# Traité de Melfi

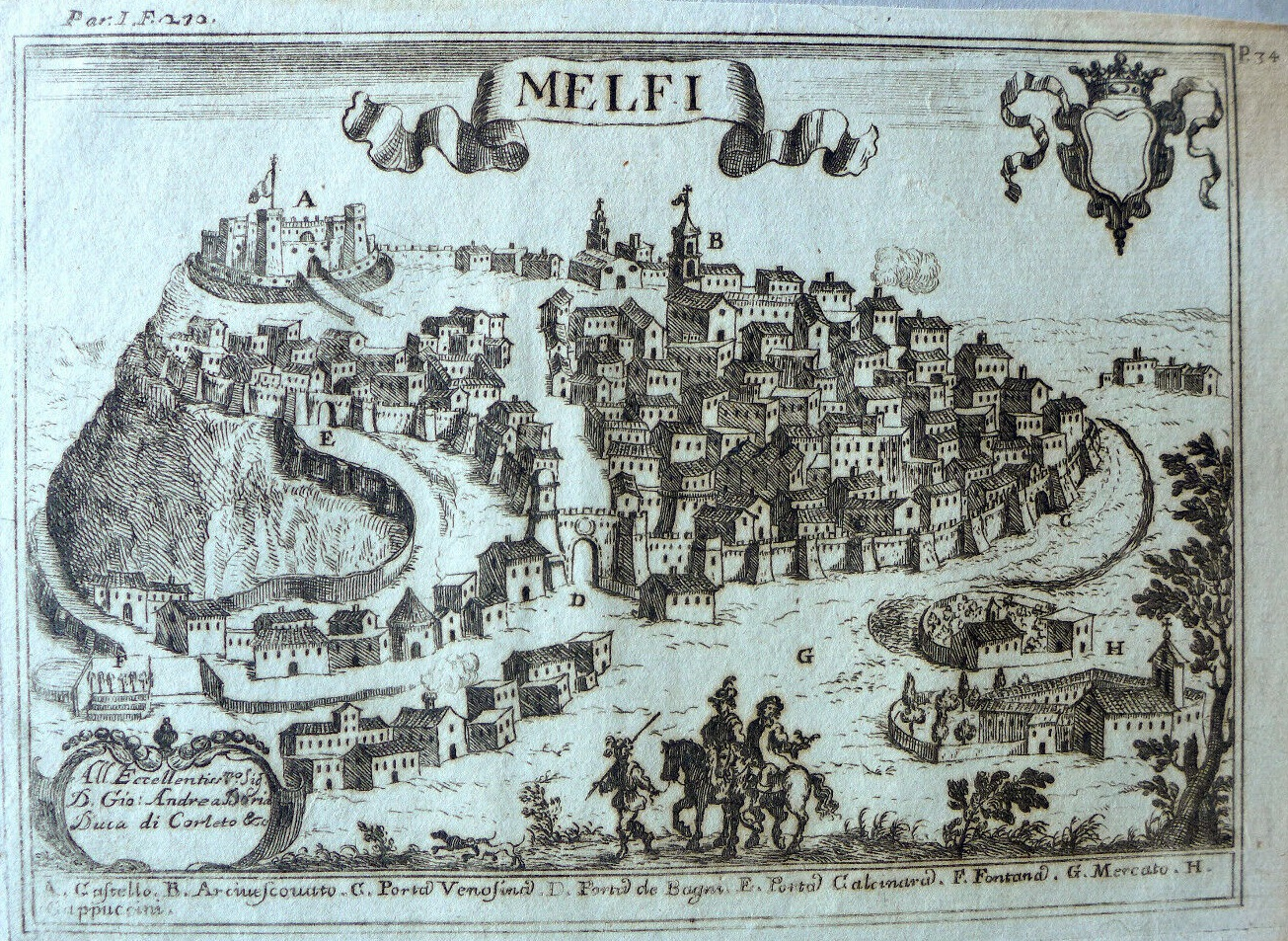
Carte de Melfi

Le traité de Melfi a été signé au mois d'août 1059 entre le pape Nicolas II et les Normands. 

## Historique
Acceptant la présence normande en Italie du Sud, six ans après la bataille de Civitate, le pape reconnaît Robert Guiscard comme duc d'Apulie, duc de Calabre et comte de Sicile, et son beau-frère Richard comme duc de Capoue, et de toutes les terres conquises et à conquérir, avec le concours de Dieu et de saint Pierre. Le 29 août 1059, Robert et Richard se reconnaissent fidèles du pape et de ses successeurs, défenseurs de la papauté et des États de l'Église. Hildebrand de Soana (qui sera pape sous le nom de Grégoire VII de 1073 à 1085) a joué un grand rôle dans la négociation de ce traité.